# New Jersey Nets 2005-2006
La stagione 2005-06 dei New Jersey Nets fu la 30ª nella NBA per la franchigia.
I New Jersey Nets vincero la Atlantic Division della Eastern Conference con un record di 49-33. Nei play-off vinsero il primo turno con gli Indiana Pacers (4-2), perdendo poi la semifinale di conference con i Miami Heat (4-1).

## Roster
| N° | Naz.                           | Ruolo | Sportivo          | Anno | Alt. | Peso |
| -- | ------------------------------ | ----- | ----------------- | ---- | ---- | ---- |
| 0  | Stati Uniti (bandiera)         | G     | Jeff McInnis      | 1974 | 193  | 86   |
| 2  | Stati Uniti (bandiera)         | G     | Derrick Zimmerman | 1981 | 191  | 88   |
| 5  | Stati Uniti (bandiera)         | G     | Jason Kidd        | 1973 | 193  | 93   |
| 7  | Slovenia (bandiera)            | A     | Boštjan Nachbar   | 1980 | 206  | 100  |
| 10 | Croazia (bandiera)             | G     | Zoran Planinić    | 1982 | 201  | 88   |
| 11 | Stati Uniti (bandiera)         | G     | Jacque Vaughn     | 1975 | 185  | 86   |
| 12 | Serbia e Montenegro (bandiera) | C     | Nenad Krstić      | 1983 | 213  | 109  |
| 15 | Stati Uniti (bandiera)         | GA    | Vince Carter      | 1977 | 201  | 98   |
| 21 | Stati Uniti (bandiera)         | A     | Antoine Wright    | 1984 | 201  | 95   |
| 24 | Stati Uniti (bandiera)         | A     | Richard Jefferson | 1980 | 201  | 101  |
| 30 | Stati Uniti (bandiera)         | AC    | Clifford Robinson | 1966 | 208  | 102  |
| 31 | Stati Uniti (bandiera)         | A     | Lamond Murray     | 1973 | 201  | 107  |
| 34 | Stati Uniti (bandiera)         | A     | Scott Padgett     | 1976 | 206  | 109  |
| 35 | Stati Uniti (bandiera)         | C     | Jason Collins     | 1978 | 213  | 116  |
| 41 | Stati Uniti (bandiera)         | A     | John Thomas       | 1975 | 206  | 120  |
| 43 | Stati Uniti (bandiera)         | A     | Linton Johnson    | 1980 | 203  | 93   |
| 44 | Stati Uniti (bandiera)         | C     | Marc Jackson      | 1975 | 208  | 122  |

## Staff tecnico
- Allenatore: Lawrence Frank
- Vice-allenatori: Tom Barrise, Bill Cartwright, Pat Sullivan, Jim Sann (dal 15 novembre)